# Rainelle
Rainelle é uma cidade  localizada no estado norte-americano de Virgínia Ocidental, no Condado de Greenbrier.

## Demografia
Segundo o censo norte-americano de 2000, a sua população era de 1545 habitantes.
Em 2006, foi estimada uma população de 1495, um decréscimo de 50 (-3.2%).

## Geografia
De acordo com o United States Census Bureau tem uma área de
2,9 km², dos quais 2,9 km² cobertos por terra e 0,0 km² cobertos por água. Rainelle localiza-se a aproximadamente 739 m acima do nível do mar.

## Localidades na vizinhança
O diagrama seguinte representa as localidades num raio de 32 km ao redor de Rainelle.